# تتسویا چیبا
تتسویا چیبا (انگلیسی: Tetsuya Chiba؛ زادهٔ ۱۱ ژانویهٔ ۱۹۳۹) مانگاکا اهل ژاپن است. وی همچنین برندهٔ جوایزی همچون شخصیت دارای شایستگی فرهنگی شده است.